# Герб Вроцлава
Герб города Вроцлава (Польша) впервые утверждён императором Священной Римской Империи Карлом V в 1530 году.

## Описание
В центре щита отсечённая глава Иоанна Крестителя, святого покровителя города. В первой четверти стоящий на задних лапах коронованный лев символизирует Богемию, в состав которой город вошёл в 1335 году. Во второй (правой верхней) — чёрный силезский орёл. Литера «W» в третьей четверти отсылает как к латинскому наименованию города (Wratislavia), так и к имени легендарного основателя Вроцлава Вротислава (польск. Wrócisław), возможно, являвшимся чешским князем Вратиславом I. В четвёртой четверти изображена серебряная голова Иоанна Евангелиста с золотым нимбом и перевёрнутой короной, символизирующей наперсный крест.

## История
Бывший с XVIII века в составе Пруссии город сохранял свой герб до 1938 года, когда нацисты, сочтя его слишком славянским, изменили на щит с силезским орлом в верхней половине и Железным крестом в нижней.

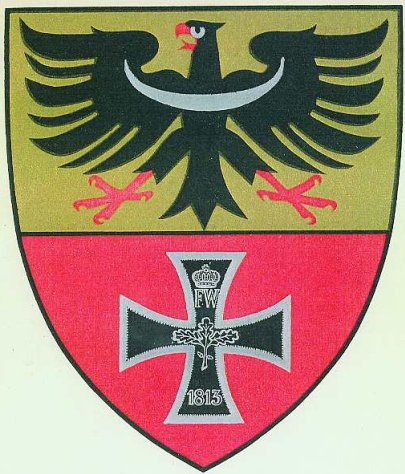
Герб Вроцлава во времена Третьего Рейха 1938—1945.

После перехода под юрисдикцию ПНР, новая власть, однако, сочла исконную польскую версию «слишком германской». С 1948 по 1990 годы герб представлял собой испанский щит, поделённый на две части по вертикали. В левой — польский белый орёл на красном фоне, в правой — силезский на жёлтом фоне.

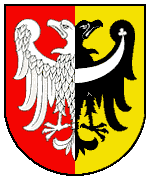
Герб Вроцлава во времена социалистической Польши.

После краха коммунистического строя решено было вернуться к версии 1530 года с небольшими стилистическими изменениями.